# Anthony McCarten
Anthony McCarten (ur. 1961 w New Plymouth) – nowozelandzki scenarzysta i reżyser filmowy oraz pisarz. Napisał scenariusze do takich filmów jak Teoria wszystkiego (2014), Czas mroku (2017), Bohemian Rhapsody (2018) czy Dwóch papieży (2019).

## Filmografia
| Rok  | Film                                          | Uwagi                                                                                  | Funkcja                     |
| ---- | --------------------------------------------- | -------------------------------------------------------------------------------------- | --------------------------- |
| 1992 | Nocturne in a Room                            | krótkometrażowy                                                                        | scenarzysta                 |
| 1995 | Fluff                                         | krótkometrażowy                                                                        | scenarzysta                 |
| 1998 | Via Satellite                                 |                                                                                        | reżyser, scenarzysta, aktor |
| 2005 | The English Harem                             | film telewizyjny                                                                       | scenarzysta                 |
| 2008 | Show of Hands                                 |                                                                                        | reżyser, scenarzysta        |
| 2011 | Śmierć superbohatera (Death of a Superhero)   |                                                                                        | scenarzysta, producent      |
| 2014 | Teoria wszystkiego (The Theory of Everything) | nominacja do Oscara w kategoriach "najlepszy scenariusz adaptowany" i „najlepszy film” | scenarzysta, producent      |
| 2017 | Czas mroku (Darkest Hour)                     | nominacja do Oscara w kategorii „najlepszy film”                                       | scenarzysta, producent      |
| 2018 | Bohemian Rhapsody                             |                                                                                        | scenarzysta                 |
| 2019 | Dwóch papieży (The Two Popes)                 | nominacja do Oscara w kategorii "najlepszy scenariusz adaptowany"                      | scenarzysta                 |
| 2022 | Whitney Houston: I Wanna Dance with Somebody  |                                                                                        | scenarzysta, producent      |
| TBA  | The Collaboration                             |                                                                                        | scenarzysta, producent      |

## Nagrody
- Nagroda BAFTA Najlepszy scenariusz adaptowany: 2015 Teoria wszystkiego
- Nagroda BAFTA Najlepszy film brytyjski: 2015 Teoria wszystkiego